# Lista de municípios litorâneos do Rio Grande do Sul
Esta é uma lista de municípios litorâneos do Rio Grande do Sul, ordenada no sentido norte-sul:
| Município               | Extensão aproximada (km) |
| ----------------------- | ------------------------ |
| Torres                  | 23                       |
| Arroio do Sal           | 27                       |
| Terra de Areia          | 40                       |
| Capão da Canoa          | 18                       |
| Xangri-lá               | 11                       |
| Osório                  | 3                        |
| Imbé                    | 11                       |
| Tramandaí               | 14                       |
| Cidreira                | 16                       |
| Balneário Pinhal        | 8                        |
| Palmares do Sul         | 23                       |
| Mostardas               | 90                       |
| Tavares                 | 46                       |
| São José do Norte       | 113                      |
| Rio Grande              | 65                       |
| Santa Vitória do Palmar | 158                      |